# Ceciliaklooster (Hoorn)
Het Ceciliaklooster, ook wel Ceciliaconvent, is een voormalig rooms-katholiek nonnenklooster in het centrum van de Noord-Hollandse stad Hoorn. Het convent werd in 1402 opgericht en is na de reformatie aan het stadsbestuur vervallen. Het complex werd tussen 1577 en 1795 gebruikt als en als vergaderplaats voor de Gecommitteerde Staten van Holland en West-Friesland. Na de Bataafse Republiek werd het tot 1970, gelijktijdig, gebruikt als stadhuis, rechtbank en politiebureau.
In de directe omgeving van het klooster bevonden zich ook het Mariaklooster (hiervan resteert de Mariakapel) en het Catharinaklooster. Beide kloosters bevonden zich in de hedendaagse Korte Achterstraat.

## Geschiedenis
Voordat het Ceciliaklooster werd gesticht, was er een kleine woongemeenschap voor fraters. Deze frater- of broedergemeenschap werd in 1385 gesticht. In de oprichtingsoorkonde staat ook vermeld dat zij een huis op de hoek van de Nieuwsteeg en Nieuwstraat geschonken kregen. De Broeders des Gemenen Levens hingen de leer van Geert Grote aan en hebben geen kloostergeloften afgelegd.
Het Ceciliaklooster bestond van 1402 tot 1577. Het convent kocht in 1429 het houten fraterhuis dat direct ten noorden gelegen was op. Voorwaarde was dat het houten huis behouden zij blijven, echter in 1435 wijdde bisschop Martinus van Magione de stenen Ceciliakapel in. Vanaf 1577 werd het klooster gebruikt als logeerplaats voor de heren van de Staten van Holland en West-Friesland. In 1612 werd het deel aan de Nieuwstraat gesloopt. Hier kwam een nieuw gebouw te staan: het huidige Statenlogement. Tot 1632 vergaderden de heren in de Ceciliakapel en sliepen in het bouwdeel aan de Nieuwstraat. In 1632 kwam het Statencollege, nu Westfries Museum, gereed waardoor de heren het Statenlogement als logement gingen gebruiken. De Ceciliakapel verwerd van vergaderzaal tot eetzaal. Desondanks werd in 1665 toch een nieuw schilderij over de Slag op de Zuiderzee geplaatst. Het werk was van de hand van Jan Blanckerhoff en de lijst werd gemaakt door Johannes Kinnema.
Tussen 1799 en 1972 werd het complex als stadhuis van de gemeente Hoorn gebruikt. Tegelijkertijd zaten ook het plaatselijke kantongerecht en een afdeling van de politie in het complex. Na het vertrek van de politie werd het complex ingrijpend gerestaureerd. Na de restauratie kwam op de eerste verdieping in de kapel de gemeentelijke archeologische dienst.

## Kapel
De Ceciliakapel is het enige nog bestaande deel van het klooster. Uitwendig is het nog goed herkenbaar als kerkelijk gebouw, maar inwendig is het grotendeels gewijzigd. Van de oude kapel resteren alleen de buitenmuren en de kapconstructie uit de tweede helft van de 15e eeuw. In de houten kapconstructie staan ook nog telmerken in de vorm van Romeinse cijfers. Op het dak staat een dakruiter met een ui-vormige spits. Op de verdieping bevindt zich nog altijd de nonnengalerij.
De begane grond is in 1630 geheel verbouwd zodat het als vergaderruimte dienst kon doen. In 1788 werd de ruimte onder leiding van Leendert Viervant opnieuw verbouwd. De begane grond werd geheel in de Lodewijk XVI-stijl ingericht, het schilderij van de Slag op de Zuiderzee, met lijst, bleef ondanks de nieuwe inrichting wel hangen. Bij een verbouwing in 1847 werd onder andere de muur van de kooromgang gesloopt. Tijdens de restauratie van 1996-1997 werd ontdekt dat de kooromgang uiterst instabiel geworden was (alleen de muur op de begane grond was gesloopt, maar op de verdieping niet) waardoor er een stalen balk onder de muur geplaatst moest worden om instorting te voorkomen. Ook het plafond tussen de kapruimte en de vergaderzaal was zeer slecht geworden; een groot aantal planken was grotendeel uitgehold door de bonte knaagkever.

## Foto's

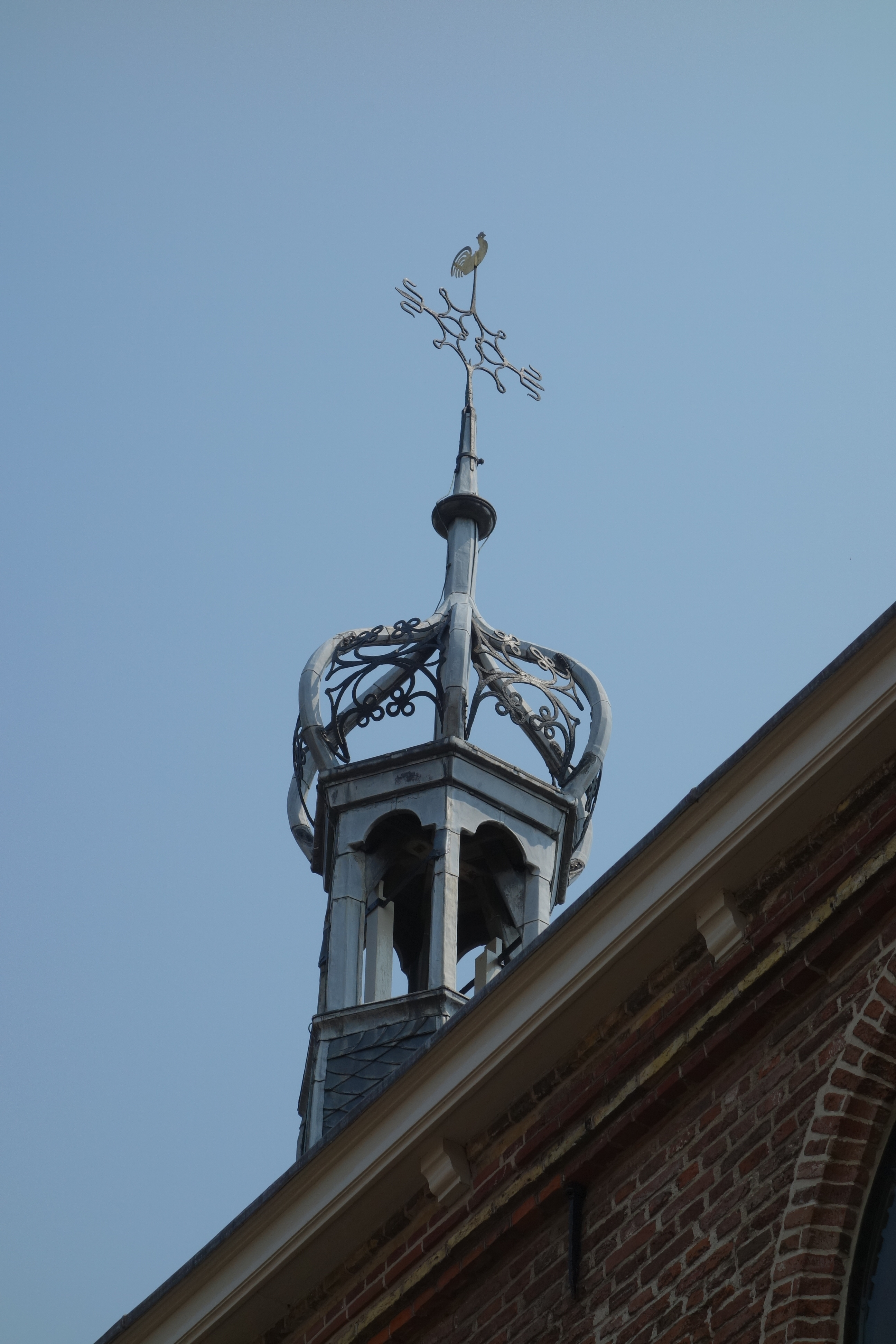
Dak met dakruiter van de kapel
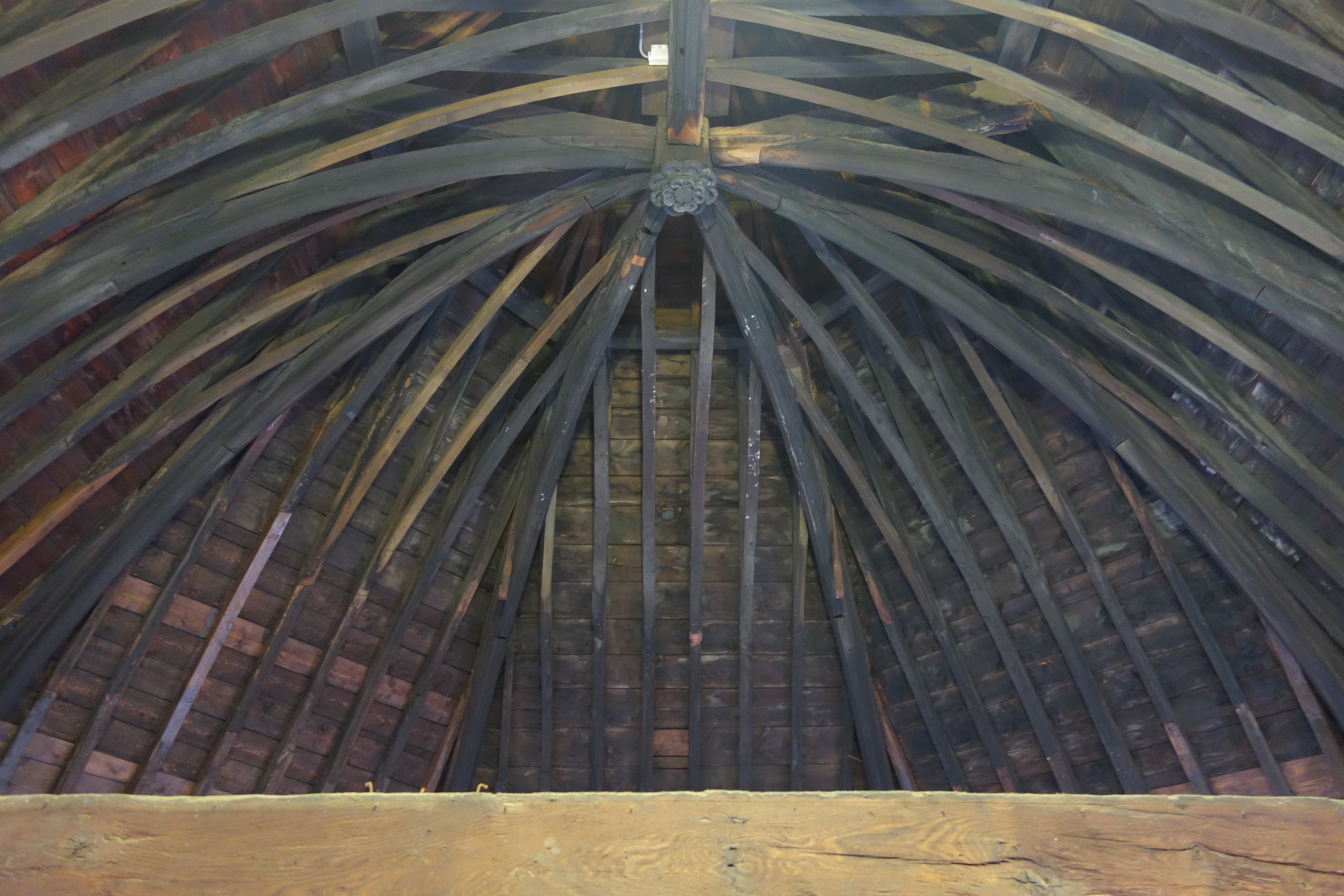
Kapconstructie van de kapel
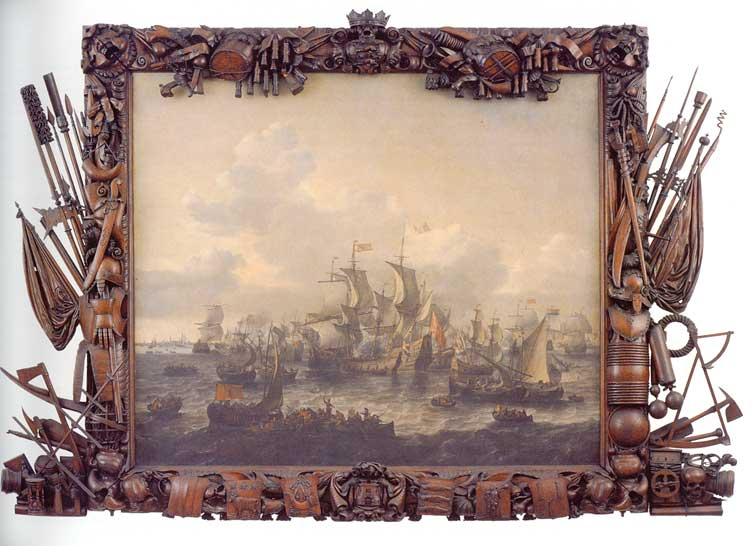
Schilderij Slag op de Zuiderzee van Blanckerhoff met lijst van Kinnema
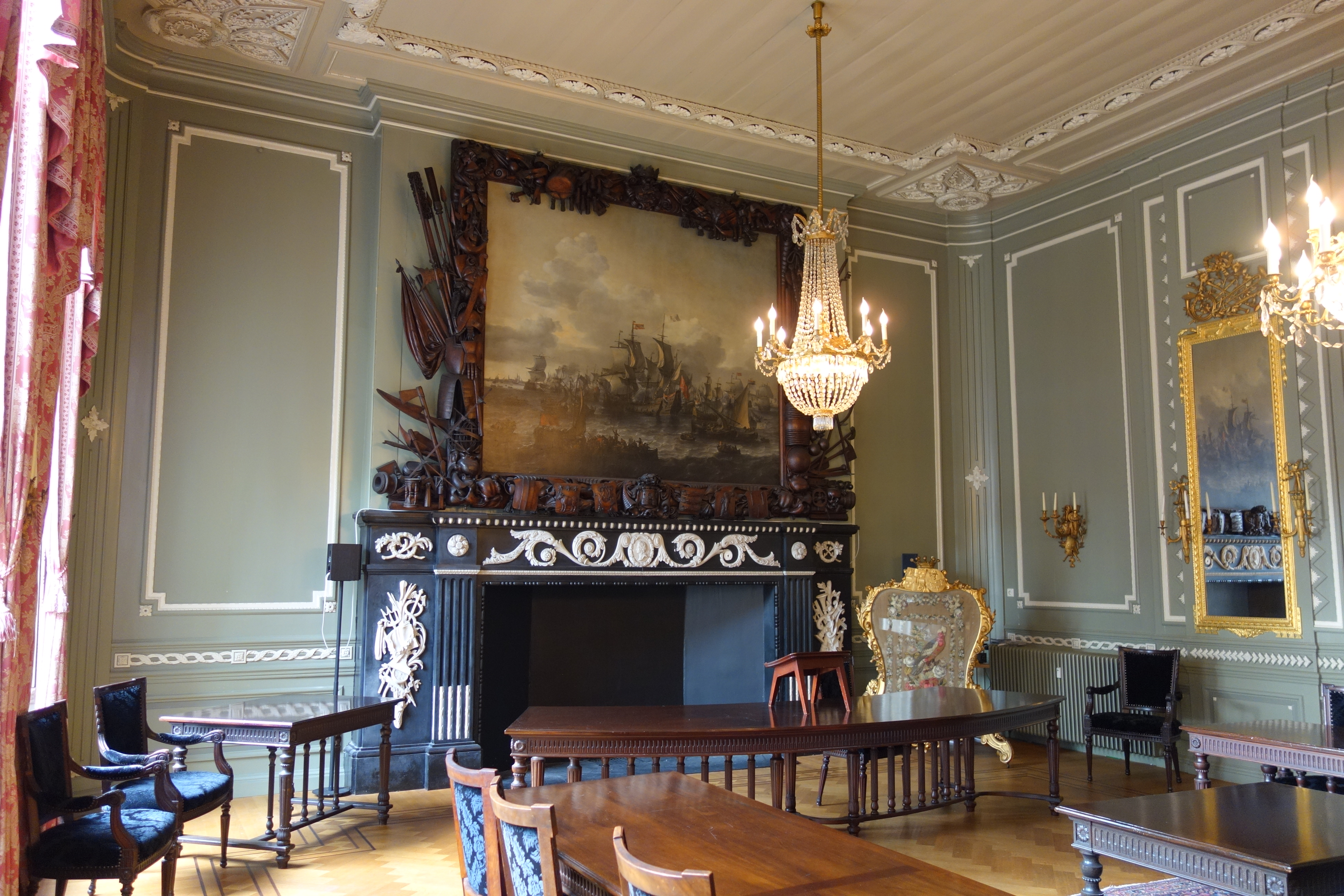
Raadszaal gezien vanaf de zijde van de ingang
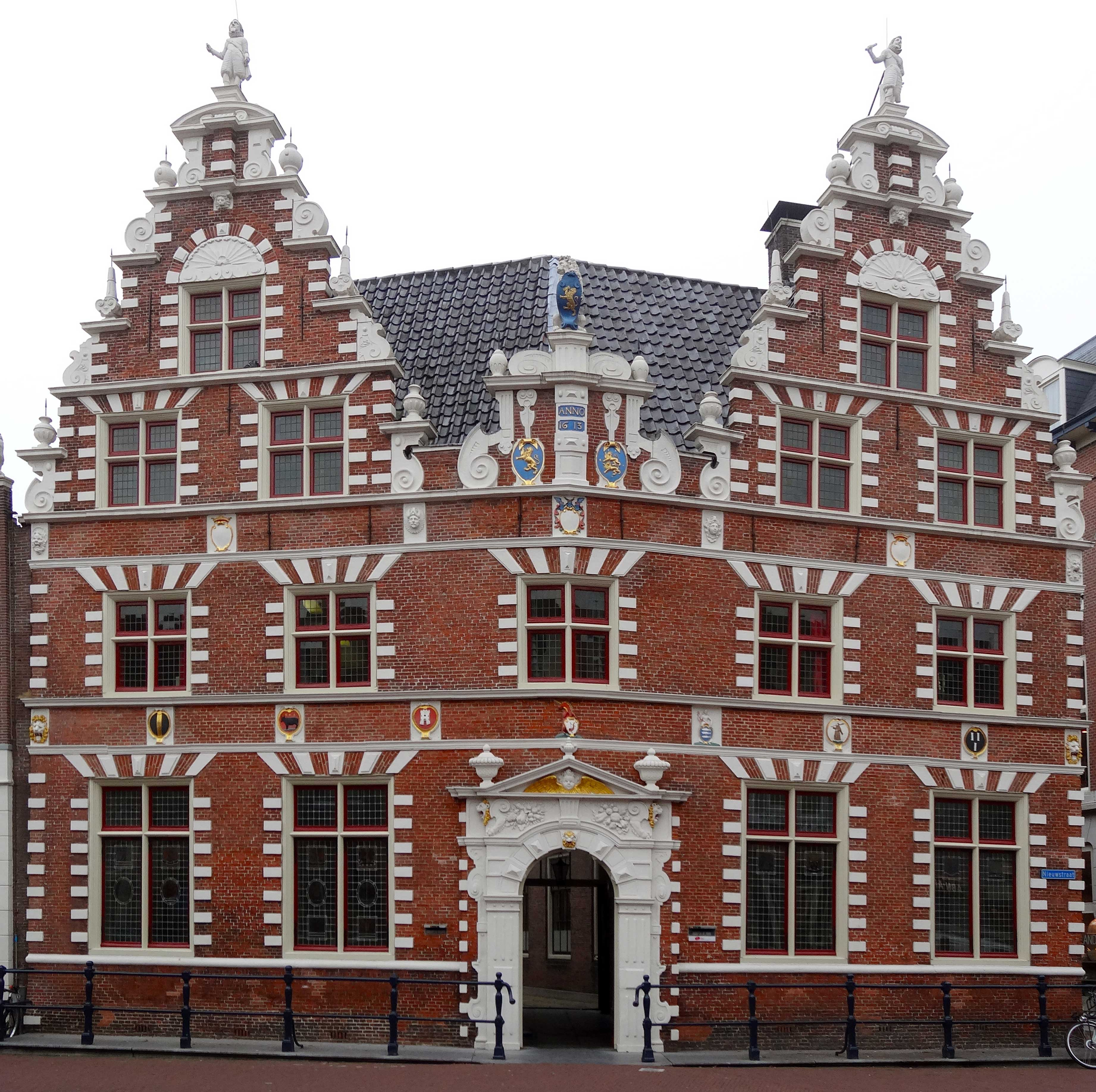
Het Statenlogement, de toegang tot het complex